# Caraparí (gemeente)
Caraparí is een gemeente (municipio) in de Boliviaanse provincie Gran Chaco in het departement Tarija. De gemeente telt naar schatting 17.029 inwoners (2018). De hoofdplaats is Caraparí.